# La Bonne Tisane
Pour plus de détails, voir Fiche technique et Distribution.
La Bonne Tisane est un film français réalisé par Hervé Bromberger et sorti en 1958.

## Synopsis
La première nuit de garde pour Thérèse, nouvelle aide-infirmière. Outre qu'elle est affectée au service du docteur Augereau, chirurgien cynique et redouté, elle va devoir faire face aux règlements de comptes d'une bande de gangsters. Un truand notoire, René Lecomte, ayant été victime d'adversaires, s'est traîné jusqu'à l'hôpital. Sa disparition satisferait fort ses anciens complices, et Maine qui fut sa maîtresse. Thérèse aura affaire à forte partie. Prise en otage, elle parvient néanmoins à s'échapper. La nuit s'achève par l'hécatombe des mauvais garçons. Seule Maine, rusée et excellente comédienne, saura préserver ce qu'elle considère comme son gagne-pain.

## Fiche technique
- Titre : La Bonne Tisane
- Réalisation : Hervé Bromberger
- Scénario : Hervé Bromberger, Jacques Sigurd, Louis Duchesne d'après le roman La Bonne Tisane de Jean Meckert (signé John Amila)[1]
- Producteur : René Thévenet
- Script-girl : Colette Crochot
- Décors : Sydney Bettex
- Costumes : Rosine Delamare ; Jacques Heim (robes de M. Robinson et E. Blain)
- Maquillage : Jacqueline Revelly
- Photographie : Jacques Mercanton
- Cameraman : Guy Suzuki
- Photographe de plateau : Jean Schmidt
- Coordination des effets spéciaux : Michel Ygouf
- Son : Jean Bertrand
- Montage : Maurice Serein, assisté de Colette Lambert
- Musique : Georges Van Parys
- Sociétés de production : Contact Organisation, Cofrabel Films, T.V. Cinéma, Lux Films, Compagnie Cinématographique de France
- Régisseur général : Pierre Cottance
- Sociétés de distribution : Lux Compagnie Cinématographique de France (cinéma) René Chateau Vidéo (VHS)
- Pays de production :  France
- Langue : français
- Format : Noir et blanc - 1,37:1 - 35 mm - Son mono
- Genre : Policier
- Durée : 104 minutes
- Date de sortie : France - 19 février 1958
- Affiche : Gilbert Allard (France)

## Distribution
- Bernard Blier : René Lecomte
- Madeleine Robinson : Maine Lecomte
- Estella Blain : Thérèse
- Raymond Pellegrin : le docteur Augereau
- Roland Lesaffre : Roger
- Henri Vilbert : Riton
- Jacques Fabbri : le docteur Carré
- Jean Dunot : le concierge de l'hôpital
- Marcelle Arnold : Mme Debrais
- Michèle Nadal : Sylvie
- Made Siamé : Mme Julien
- Paule Emanuele : le docteur Yvonne Renard
- Krestia Cassel : Mme Albert
- Anne Roudier Mme Lefèvre
- Elaine Dana : la strip-teaseuse
- Jacqueline Doyen : la chef des girls
- Jean Roquelle : Albert
- Jack Ary : Lino
- Georges Douking : Bob
- Stéphane Audran : Aline Monnier
- Luce Fabiole : une femme alitée
- Sylvain Lévignac : un homme de main de Riton
- Marcel Bernier : un inspecteur
- Jean Blancheur (sous réserves) : le malade du 18
- Picolette : la journaliste
- Raymond Bour : le maître d'hôtel du bar
- René Aranda : un inspecteur
- Maurice Magalon : le vérificateur de passeports

## Production
Le tournage a eu lieu du 12 août au 28 septembre 1957, dans les studios Francoeur.